# Álbum de Euterpe
L'Álbum de Euterpe: periódico dedicado exclusivamente a los S.S. concurrentes a los jardines de esta musa en la ciudad de Reus va ser una revista reusenca que edità la Secció Coral del Centre de Lectura on es presentava la programació dels Jardins de l'Euterpe i on s'incloïen textos literaris i musicals, i que va sortir del 1862 al 1864. Els Jardins de l'Euterpe eren un local d'estiu de la Secció Coral, que volien potenciar uns jardins musicals a Reus. Van ser dissenyats i construïts pel pintor reusenc Josep Tapiró.

## Història
Tal com feien els Jardins d'Euterpe de Barcelona, l'entitat edità una revista amb un format i unes característiques semblants a l'Eco de Euterpe barceloní, de distribució gratuïta entre els assistents als actes. El periodista Josep Güell i Mercader en va ser el fundador i director. L'historiador i periodista reusenc Francesc Gras i Elies diu: "[Güell i Mercader] en aquella época era muy joven. Se publicó este amenísimo periódico por espacio de tres años. El señor Güell lo redactó en Reus en 1862, el 63 desde Barcelona y en 1864 desde Madrid". L'Álbum publicava a primera pàgina, emmarcat, el sumari, i a sota el programa del concert del dia. A les tres pàgines següents s'hi publicaven composicions en vers i en prosa, anècdotes, pensaments i fantasies literàries. Els versos generalment eren de tema amorós. Signaven els articles Güell i Mercader, amb el seu nom o amb el de "Julito", que era el nom que usava a l'Eco del Centro de Lectura i el compositor Josep Joan Sociats, que n'era el redactor responsable, i que, segons l'erudit reusenc Joaquim Santasusagna, en va ser el director i redactor el 1863 i 1864 quan Güell i Mercader era fora "baldament Francesc Gras i Elies digui que Güell continuà redactant l'Álbum des de Barcelona o Madrid". De fet, els anys 63 i 64 inclouen textos amb firmes no reusenques, tretes segurament d'alguna altra banda. Josep Joan Sociats era l'impulsor i el director de la Secció Coral del Centre de Lectura.

## Aspectes tècnics
L'Álbum de Euterpe tenia quatre pàgines. La revista era redactada en castellà però aviat hi van sortir composicions catalanes. El primer número sortí el dia de la inauguració dels Jardins de l'Euterpe, el dissabte 14 de juny de 1862 i les següents els diumenges de les temporades de concert, ja que era un local d'estiu. El primer any la capçalera és mixta, hi ha una orla amb una arpa, un violí i una trompeta i la llegenda "Sociedad Coral del Centro de Lectura". Aquell any l'imprimí la "Imprenta del Centro de Lectura a cargo de José Macip". L'últim número del 1862 és el 17, del 12 d'octubre, després d'haver anunciat trenta-cinc concerts. Reapareix el 14 de juny de 1863, ara amb capçalera només tipogràfica i impresa per la Viuda i Fills de Sabater. Als números 9 i 10 s'hi pot llegir un article del reusenc Josep Sirvent i Oliver, "Una excursión a Espluga y Poblet" on fa un elogi del monestir i acusa les autoritats de la desolació d'aquell recinte. L'últim número d'aquell any és el 15, del 8 d'octubre. El 26 de maig de 1864 reprèn altra vegada l'activitat, també imprès per la Viuda i fills de Sabater. Güell signa des de Madrid alguns articles i poemes en català, i s'hi troba la firma de Joaquim Maria Bartrina. La tercera i última època s'acaba amb el número 10, del 4 de novembre.

## Localització
- Una col·lecció a la Biblioteca Central Xavier Amorós de Reus.[4]
- Una col·lecció a la Biblioteca del Centre de Lectura de Reus i alguns números a l'Arxiu Històric de Barcelona.[5]